# Rubén Cevallos
Rubén Cevallos Vega (Tena, 2 de diciembre de 1932) fue un político ecuatoriano.

## Biografía
Nació el 2 de diciembre de 1932 en Tena, provincia de Napo. Realizó sus estudios secundarios en el colegio San Gabriel de Quito y en el Instituto Nacional Mejía y los superiores en la Universidad Central del Ecuador.
Entre los cargos públicos que ocupó se cuentan concejal y luego presidente del concejo cantonal de Napo (que en la actualidad es el cantón Tena) entre 1954 y 1956. También fue diputado (entre 1966 y 1967) y senador (entre 1968 y 1970) en representación de la provincia de Napo.
Para las elecciones legislativas de 1984 volvió a ingresar al Congreso como diputado en representación de Napo, siendo elegido bajo el auspicio del partido Concentración de Fuerzas Populares.
Un colegio en la comunidad Tazayacu de Tena fue nombrado en su honor.